# Василевка (Чутовский район)
Василевка (укр. Василівка) — село,
Василевский сельский совет,
Чутовский район,
Полтавская область,
Украина.
Код КОАТУУ — 5325480301. Население по переписи 2001 года составляло 853 человека.
Является административным центром Василевского сельского совета, в который, кроме того, входят сёла
Лозоватка и
Распашное.

## Географическое положение
Село Василевка находится в 7-и км от пгт Чутово, примыкает к селу Распашное.
По селу протекает пересыхающий ручей с запрудой.
Рядом проходит автомобильная дорога Т-1722.

## История
- 2004 — изменён статус с посёлка на село[3].

## Экономика
- ОАО «Василевское».
- «Регион», фермерское хозяйство.

## Объекты социальной сферы
- Школа.